# 236 aC
El 236 aC va ser un any del calendari romà prejulià. Durant la República i l'Imperi Romà, era conegut com a any del consolat de Lèntul i Var (o també any 518 ab urbe condita). L'ús del nom «236 aC» per referir-se a aquest any es remunta a l'alta edat mitjana, quan el sistema Anno Domini va ser el mètode de numeració dels anys més comú a Europa.

## Esdeveniments

### Imperi Selèucida
- Seleuc II Cal·linic decideix fer retornar al seu germà Antíoc Híerax a l'obediència i envaeix els seus territoris. S'inicia l'anomenada «Guerra dels germans».[2]

### Antiga Roma
- Aquest any són elegits cònsols Publi Corneli Lèntul Caudí i Gai Licini Var.[3]
- Els dos cònsols lluiten contra els gals transalpins que havien creuat els Alps. Més tard, Var rep el mandat de sotmetre als corsos de l'illa de Còrsega, i envia a l'illa al seu legat Marc Claudi Glícia. El legat, sense esperar al cònsol, fa la pau amb els illencs, però Var, quan arriba, no vol reconèixer l'acord, i inicia la guerra fins que obliga els nadius a sotmetre's.[4][5][6]